# Renato Cenni
Giulio Renato Cenni (* 26. März 1906 in Florenz; † 1977 in Genua) war ein italienischer Maler, Karikaturist und Dokumentarfilmregisseur.

## Leben
Cenni studierte an der Akademie in Genua. Erste Werke waren Plakate und andere Auftragsarbeiten, bevor er von 1937 bis 1943 in Paris lebte. Anschließend verbrachte er weitere Jahre in verschiedenen Ländern, darunter Frankreich, die Vereinigten Staaten und Teile Afrikas. Seine Malerei ist vom Post-Impressionismus geprägt. 1956 drehte Cenni in Panama den Dokumentarfilm Il ponte dell’universo. Weitere Reisen nach Paris, Moskau und New York folgten.